# Shannon, Québec
Shannon är en stad (kommun av typen ville) och tätort (centre de population) i provinsen Québec i Kanada. Den ligger i regionen Capitale-Nationale, i den sydöstra delen av landet, 400 km nordost om huvudstaden Ottawa. Antalet invånare vid folkräkningen 2021 var 6 432 i kommunen och 3 131 i tätorten.